# Perumagalur
Perumagalur é uma panchayat (vila) no distrito de Thanjavur, no estado indiano de Tamil Nadu.

## Demografia
Segundo o censo de 2001,  Perumagalur  tinha uma população de 5405 habitantes. Os indivíduos do sexo masculino constituem 48% da população e os do sexo feminino 52%. Perumagalur tem uma taxa de literacia de 64%, superior à média nacional de 59.5%: a literacia no sexo masculino é de 74% e no sexo feminino é de 55%. Em Perumagalur, 10% da população está abaixo dos 6 anos de idade.